# Yeo Gap-sun
Yeo Gap-sun (* 8. Mai 1974) ist eine ehemalige südkoreanische Sportschützin.

## Erfolge
Yeo Gap-sun nahm an den Olympischen Spielen 1992 in Barcelona teil, wo sie in ihrer Hauptdisziplin mit dem Luftgewehr über die 10-m-Distanz antrat. Sie qualifizierte sich mit 396 Punkten, was Olympiarekord war, für die Finalrunde. Auch in dieser erreichte sie mit 102,2 Punkten die höchste Punktzahl, sodass sie mit insgesamt 498,2 Punkten Erste und damit Olympiasiegerin wurde. Neben fünf Podestplätzen bei Weltcups gewann sie bei den Asienspielen 1994 in Hiroshima und bei den Asienmeisterschaften 1995 in Jakarta jeweils die Bronzemedaille.